# Tomb Raider Chronicles
Tomb Raider Chronicles er femte computerspil i Eidos Interactives Tomb Raider-serie. Det er udviklet af Core Design, og blev udgivet 24. november 2000. Det fortsætter cliffhangerafslutningen fra Tomb Raider: The Last Revelation, hvor hovedpersonen Lara Croft formodes død og efterladt i et kollapset tempel. Ved en forening af venner af Croft-familien udveksles minder om Lara. Disse mindeudvekslinger er forløberne til spilbare flashbacks, der udgør spillets egentlige indhold. Indeværende udgivelse er også den første i serien, der inkluderer en level editor.

## Gameplay
Tomb Raider Chronicles spænder indholdsmæssigt over fire flashbackmissioner, der ikke har nogen direkte forbindelse til hinanden. Traditionelt for serien, er spillet designet som et kombineret platform-, action- og adventurespil, der essentielt handler om at løse gåder og eliminere modstandere. Lara er i stand til at gå, løbe, kravle, hoppe, svømme, dykke, mm.

## Historie
I Tomb Raider: The Last Revelation jagtede Lara Croft en artefakt i Egypten, men blev efterladt i ruinerne af et kollapset tempel. Croft-familiens trofaste butler gennem mange år, Winston Smith, inviterer nogle venner med sig hjem, og de udveksler deres minder om Lara.
I Tomb Raider: The Angel of Darkness afsløres det, at Laras gamle mentor, Werner Von Croy, gravede hende fri af ruinerne i Egypten. Men hun var efterfølgende aldrig i stand til at tilgive Werner, for begivenhederne optil hendes isolering i ruinerne.

## Modtagelse
Erik Peterson fra IGN vurderer Chronicles til 6,3 / 10, og forklarer at spillet blandt andet er grafisk forbedret og til tider imponerende, men at det generelt mangler originalitet i forhold til de tidligere titler, og at flere gåder og baner er direkte barnlige og betragtes som jokes. Erik tilføjer, at Core Design kun har tilføjet minimale ændringer til gameplayet, foruden at "falde ned fra høje afsatser, lade sit våben og falde ned igen."

## Fodnoter
1. 1 2  IGN: Tomb Raider Chronicles Review

| computerspil | Spire Denne computerspilsrelaterede artikel er en spire som bør udbygges. Du er velkommen til at hjælpe Wikipedia ved at udvide den. |